# Hasso Wolf

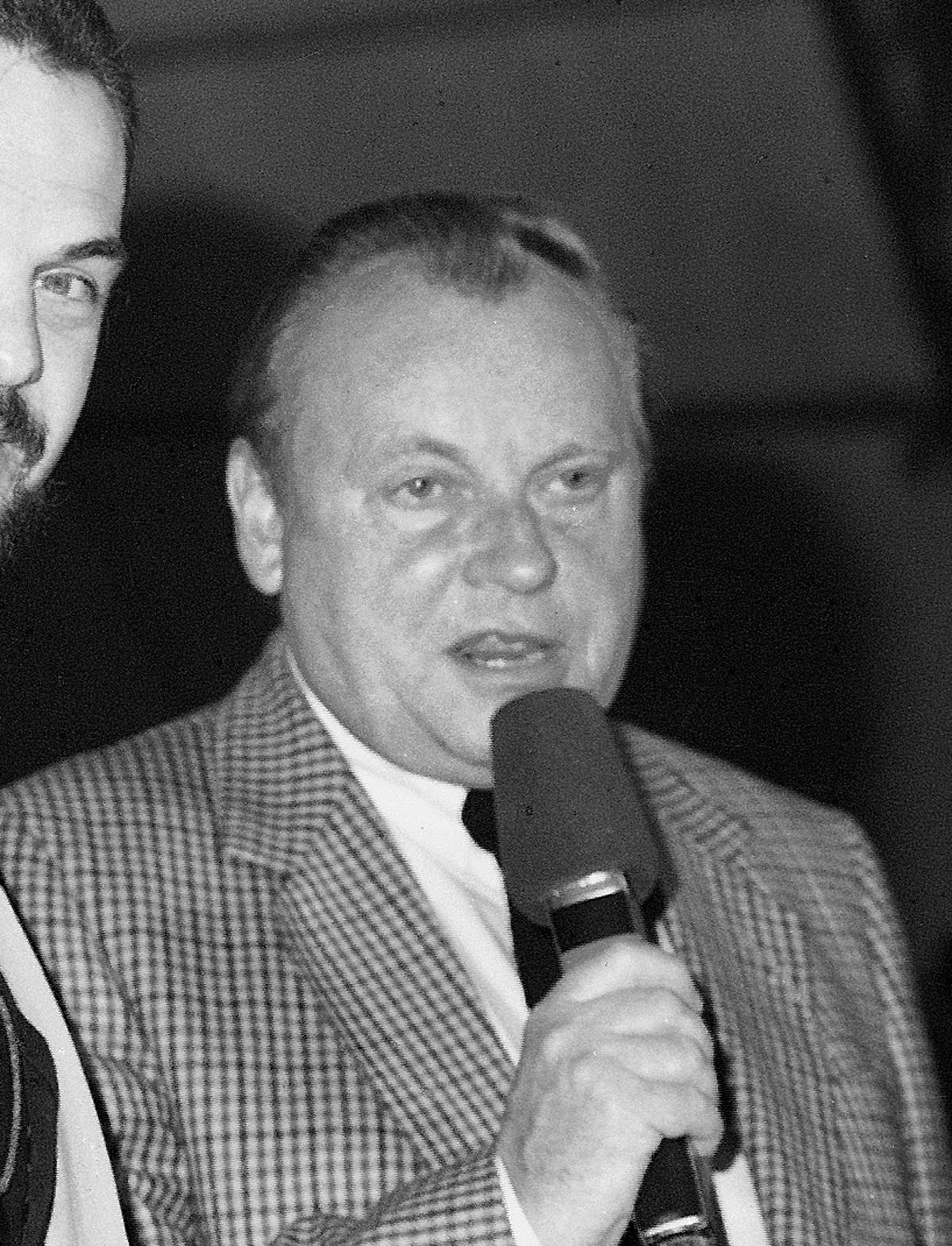
Hasso Wolf, 1984

Hasso Wolf (* 30. Juli 1926 in Elbing; † 29. Januar 2009 in Köln) war ein deutscher Hörfunkmoderator.

## Leben und Wirken
Wolf begann seine Karriere nach dem Zweiten Weltkrieg im Hörfunkprogramm des Nordwestdeutschen Rundfunks (NWDR). Hier startete er im September 1946 in der Sendung Aktuelles Wort, im April 1951 wechselte er in die Reportageabteilung. Nach der Aufteilung des Senders in den Norddeutschen Rundfunk (NDR) und den Westdeutschen Rundfunk (WDR) arbeitete er für den WDR.
Am  8. Oktober 1951 dirigierte Igor Strawinsky das Eröffnungskonzert für den großen Sendesaal des Funkhauses am Wallrafplatz in Köln mit der deutschen Uraufführung seiner Bläsersinfonie. Das war der Auftakt für die Konzertserie Musik der Zeit, die bis 1953 den Titel „Konzerte für Neue Musik“ trug. Wolf war von Beginn an ihr Moderator. Im Rahmen dieser Serie kam es zu wichtigen Aufführungen, so etwa die Uraufführung von Karlheinz Stockhausens Gesang der Jünglinge am 30. Mai 1956, Stockhausens Gruppen für 3 Orchester am 24. März 1958 sowie Uraufführungen von Hans Werner Henze und Bernd Alois Zimmermann am 27. November 1958. Wolf blieb bis zu seinem pensionsbedingten Ausscheiden im Juli 1991 ihr Moderator. 
Von 1951 bis 1991 war Hasso Wolf zudem einer der Moderatoren des Hafenkonzerts, das im NWDR-Hörfunk bzw. im ersten Hörfunkprogramm von WDR und NDR live übertragen und meist im Hamburger bzw. Duisburger Hafen produziert wurde. Ein Markenzeichen seiner Moderationen waren die Interviews und Reportagen, mit denen er die musikalisch geprägte Sendung anreicherte.
Funkhaus Wallrafplatz war die älteste Sendung mit direkter Hörerbeteiligung (über Telefon) im WDR. Ihre Gründung ist ebenfalls mit dem Moderator Hasso Wolf verbunden; 1978 übernahm er zusätzlich die Moderation von Funkhaus Wallrafplatz unterwegs.
1977 erhielt Wolf, der maßgeblichen Anteil am Aufbau mehrerer WDR-Lokalstudios hatte, das Bundesverdienstkreuz am Bande. Zudem wurde er mit dem Verdienstorden des Landes Nordrhein-Westfalen ausgezeichnet. Im Juli 1991 trat Wolf in den Ruhestand.